# Jetour X70

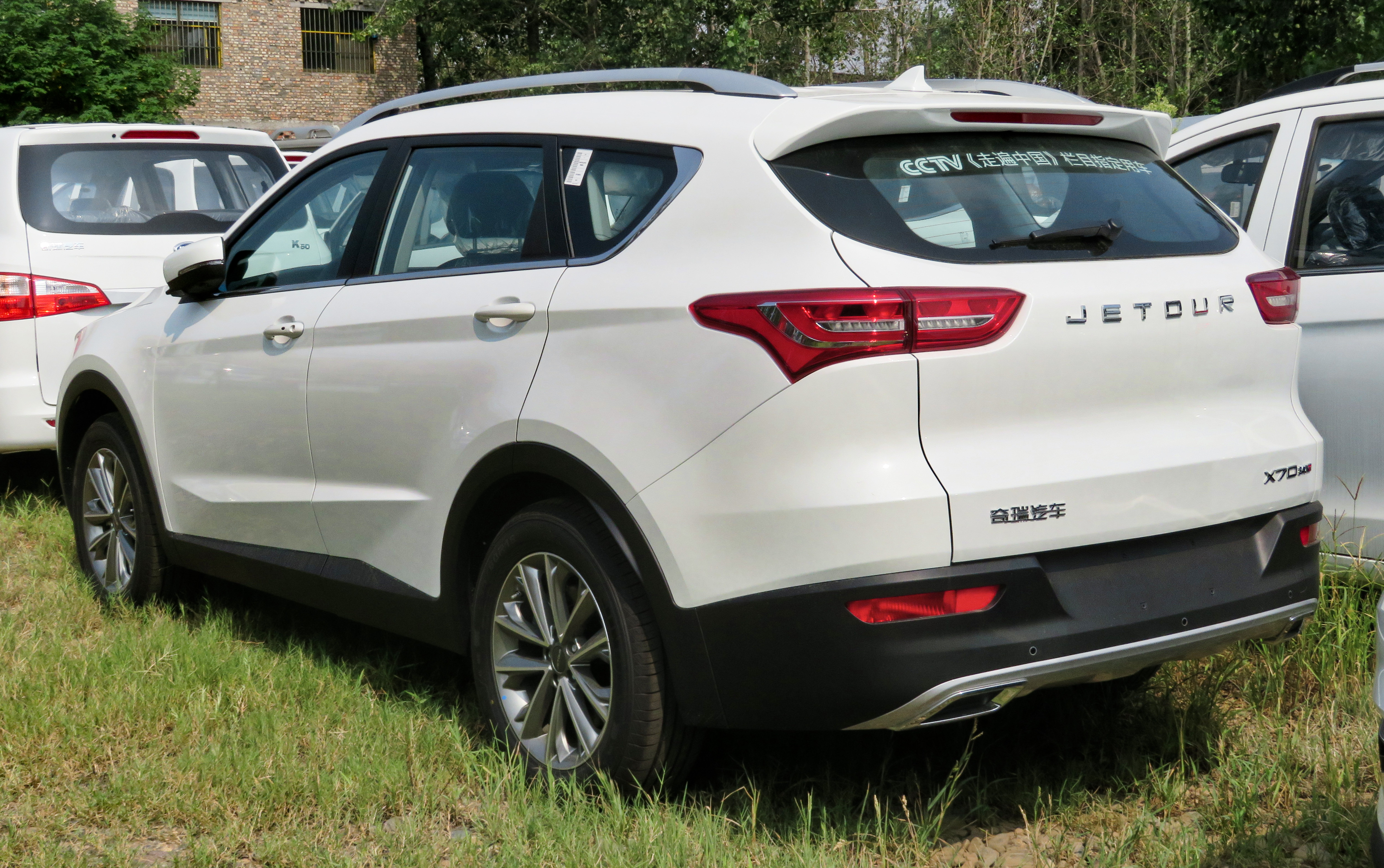
Heckansicht

Der Jetour X70 ist ein Sport Utility Vehicle der chinesischen Automobilmarke Jetour, die zum Automobilhersteller Chery gehört.

## Geschichte
Als erstes Modell der Marke Jetour wurde der X70 am 22. Januar 2018 vorgestellt. Seit August 2018 ist das mit bis zu sieben Sitzplätzen verfügbare Fahrzeug auf dem chinesischen Markt erhältlich. Seit September 2019 wird eine Variante unter der Bezeichnung „Jetour X70S EV“ auch mit einem Elektroantrieb verkauft. In Argentinien wird die Baureihe seit Dezember 2020 und in Russland seit Dezember 2024 vermarktet.
Im Juli 2022 wurde das Fahrzeug von der Marke Soueast als nahezu baugleicher Soueast DX8 vorgestellt.

## Technische Daten
Angetrieben wurde das SUV zunächst von einem aufgeladenen 1,5-Liter-Ottomotor mit einer Leistung von 108 kW (147 PS) und einem Drehmoment von 210 Nm oder 115 kW (156 PS) und 230 Nm. Dieser Antrieb kommt auch im Chery Tiggo 5X, Chery Tiggo 5, Chery Tiggo 7 und Chery Tiggo 8 zum Einsatz. Später folgte ein aufgeladener 1,6-Liter-Ottomotor mit 145 kW (197 PS).
|                                                     | 1.5T                      | 1.5T                             | 1.6T                             | EV               |
| --------------------------------------------------- | ------------------------- | -------------------------------- | -------------------------------- | ---------------- |
| Bauzeitraum                                         | seit 08/2018              | seit 07/2019                     | seit 11/2021                     | 09/2019–12/2024  |
| Motorkenndaten                                      |                           |                                  |                                  |                  |
| Motorart                                            | Ottomotor                 | Ottomotor                        | Ottomotor                        | Elektromotor     |
| Motorbauart                                         | R4                        | R4                               | R4                               | —                |
| Hubraum                                             | 1498 cm³                  | 1498 cm³                         | 1598 cm³                         | —                |
| max. Leistung bei min−1                             | 108 kW (147 PS) / 5500    | 115 kW (156 PS) / 5500           | 145 kW (197 PS) / 5500           | 125 kW (170 PS)  |
| max. Drehmoment bei min−1                           | 210 Nm / 1750–4000        | 230 Nm / 1750–4000               | 290 Nm / 2000–4000               | 300 Nm           |
| Kraftübertragung                                    |                           |                                  |                                  |                  |
| Antrieb                                             | Vorderradantrieb          | Vorderradantrieb                 | Vorderradantrieb                 | Vorderradantrieb |
| Getriebe, serienmäßig                               | 5-Gang-Schaltgetriebe     | 6-Gang-Schaltgetriebe            | 7-Stufen-Doppelkupplungsgetriebe |                  |
| Getriebe, optional                                  | 8-Gang-Automatikgetriebe  | 6-Stufen-Doppelkupplungsgetriebe | —                                | —                |
| Messwerte                                           |                           |                                  |                                  |                  |
| Höchstgeschwindigkeit                               | 185 km/h (180 km/h)       | 185 km/h (180 km/h)              | 185 km/h                         | 140 km/h         |
| Beschleunigung, 0–100 km/h                          | k. A. (12,1 s)            | k. A. (k. A.)                    | k. A.                            | k. A.            |
| Kraftstoff-/Energieverbrauch auf 100 km, kombiniert | 7,4 l Super (8,2 l Super) | 7,5 l Super (7,6 l Super)        | 8,1 l Super                      | 14,9 kWh         |
| Leergewicht                                         | 1545 kg (1570 kg)         | 1545–1560 kg (1545–1560 kg)      | 1647–1660 kg                     | 1765 kg          |
| Tankinhalt                                          | 55 l                      | 55 l                             | 57 l                             | —                |
| Batteriekapazität                                   | —                         | —                                | —                                | 56 kWh           |

- Werte in ( ) gelten in Verbindung mit optionalem Getriebe.